# Ville de Campbelltown (Nouvelle-Galles du Sud)
Pour les articles homonymes, voir Ville de Campbelltown (Australie-Méridionale).
La ville de Campbelltown (en anglais : City of Campbelltown) est une zone d'administration locale de l'agglomération de Sydney, située dans l'État de Nouvelle-Galles du Sud, en Australie, dont le siège est Campbelltown.

## Géographie
La ville, qui s'étend sur 312 km2 autour de la localité du même nom, est située à environ 50 km au sud-ouest du centre d'affaires de Sydney.

### Quartiers
| - Airds - Ambarvale - Blair Athol - Blairmount - Bow Bowing - Bradbury - Campbelltown - Claymore - Denham Court - Eagle Vale - Englorie Park | - Eschol Park - Gilead - Glen Alpine - Glenfield - Ingleburn - Kearns - Kentlyn - Leumeah - Long Point - Macquarie Fields - Macquarie Links | - Menangle Park - Minto - Minto Heights - Raby - Rosemeadow - Ruse - St Andrews - St Helens Park - Varroville - Wedderburn - Woodbine |

## Histoire
La localité de Campbelltown, fondée le 1er décembre 1820, doit son nom à Elizabeth Campbell, épouse du gouverneur Lachlan Macquarie. Elle fait partie d'une série de colonies de peuplement établies dans le sud-ouest par Macquarie comme Ingleburn et Liverpool.
Elle est érigée en municipalité le 21 janvier 1882. En 1949, la municipalité d'Ingleburn (créée en 1896) est rattachée à Campbelltown. En 1968, elle devient officiellement une ville (city).

## Démographie
| 2001    | 2006    | 2011    | 2016    | 2021    |
| ------- | ------- | ------- | ------- | ------- |
| 145 294 | 143 076 | 145 967 | 157 006 | 176 519 |

## Politique et administration
Le conseil municipal comprend quinze membres élus pour un mandat de quatre ans, qui à leur tour élisent le maire pour deux ans. Les dernières élections ont eu lieu le 14 septembre 2024.

### Composition du conseil
| Élections | Parti travailliste | Parti libéral | Verts | CFTI | Community Voice | Australie durable | Indépendants/Autres |
| --------- | ------------------ | ------------- | ----- | ---- | --------------- | ----------------- | ------------------- |
| 2016      | 7                  | 3             | 1     | -    | -               | -                 | 4                   |
| 2021      | 7                  | 4             | -     | -    | 1               | -                 | 3                   |
| 2024      | 6                  | -             | 2     | 3    | 2               | 1                 | 1                   |

### Liste des maires
| Période                                  | Période        | Identité         | Étiquette    | Qualité |
| ---------------------------------------- | -------------- | ---------------- | ------------ | ------- |
| Les données manquantes sont à compléter. |                |                  |              |         |
| septembre 2015                           | septembre 2016 | Paul Hawker      | Libéral      |         |
| septembre 2016                           | janvier 2022   | George Brticevic | Travailliste |         |
| 11 janvier 2022                          | octobre 2024   | George Greiss    | Libéral      |         |
| 15 octobre 2024                          | en fonction    | Darcy Lound      | Travailliste |         |